# Grade militaire
 (mars 2024).
Si vous disposez d'ouvrages ou d'articles de référence ou si vous connaissez des sites web de qualité traitant du thème abordé ici, merci de compléter l'article en donnant les références utiles à sa vérifiabilité et en les liant à la section « Notes et références ».

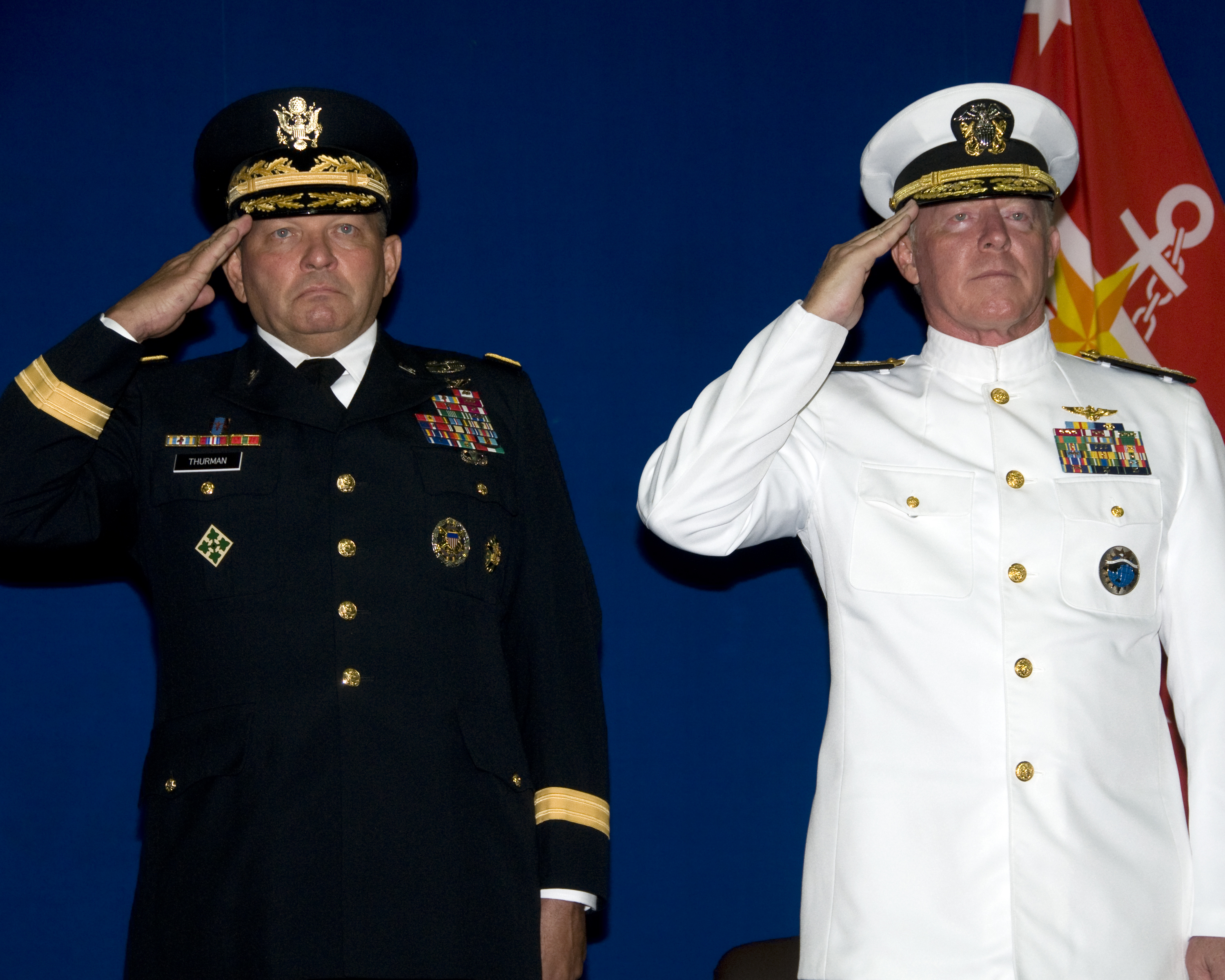
Un général et un amiral américains : deux grades des Forces armées des États-Unis.

Un grade militaire indique, historiquement, le statut d’un militaire. Mais la hiérarchie par grades s'applique aussi de nos jours dans certains domaines civils comme dans la police ou chez les pompiers.
L'appellation d'un grade peut varier en fonction du corps auquel il appartient. En général cependant, la fonction prime sur le grade.

## Dans l'armée

### Armées anciennes

#### Armée romaine
Les grades des armées romaines étaient beaucoup moins nombreux que ceux des armées modernes. La dénomination a varié selon les siècles. On peut cependant retenir les principaux grades suivants :
- le légat de légion
- le tribun militaire est un officier supérieur. Une légion comprend généralement six tribuns qui la commandent chacun à tour de rôle
- le centurion est un officier d'infanterie, qui commande une centurie[1].
- le décurion est un officier de cavalerie, qui commande une décurie, (minimum dix cavaliers).
- l'optio est une sorte d'aspirant centurion qui fait office de second à ce dernier.

#### Armées médiévales européennes
Liste alphabétique à structurer
- Avoué
- Connétable
- Grand maître des arbalétriers
- Sénéchal

#### Armées médiévales japonaises
- Ashigaru : soldat à pied, piétaille
- Bushi : soldat de rang reconnu
- Daimyō : administrateur d'une province (seigneur)
- Shogun : dictateur militaire (dépend des périodes historiques)
- Jizamurai, ou ji-samurai : guerrier qui pendant l'époque de Kamakura, était assigné à une terre et devait la cultiver. Les ji-samurai étaient en fait des paysans qui, en cas de guerre, devaient rendre un service armé au seigneur dont ils dépendaient.
- Musha : Ancien nom donné aux guerriers.
- Hatamoto : "Hommes des bannières"
- yamabushi : moine guerrier.

Note : le terme samouraï est un terme qui fut utilisé tardivement.

## Dans la gendarmerie (mentionnée dans les rubriques du dessus) et les domaines civils

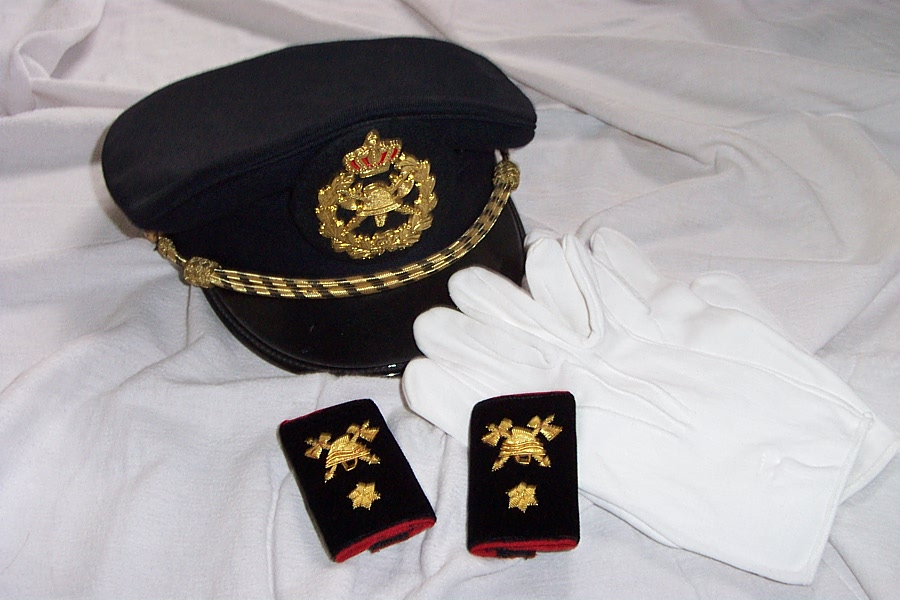
Un képi de sous-officier et deux épaulettes d'officier (Sous-Lieutenant), deux des différents grades des sapeurs-pompiers belges.

### Armées contemporaines
- Grades de l'armée allemande
- Grades de l'armée américaine
- Grades de l'armée australienne
- Grades de l'armée belge
- Grades de l'armée britannique
- Grades des Forces canadiennes
- Grades militaires croates
- Grades de l'armée espagnole
- Grades de l'armée française
- Grades de l'armée hongroise
- Grades de l'armée indienne
- Grades de l'armée italienne
- Grades de l'armée néerlandaise
- Grades de l'Armée portugaise
- Grades de l'armée marocaine
- Grades de l'armée russe (en)
- Grades de l'armée serbe
- Grades de l'armée sénégalaise
- Grades de l'armée soviétique (en)
- Grades de l'armée suisse
- Grades de l'armée tunisienne
- Grades de l'armée roumaine (en)
- Grades de l'armée ukrainienne (uk)